# Infection sous couronne dentaire
Une infection sous couronne dentaire est une infection qui survient après la pose d'une couronne dentaire sur une dent encore vivante ou dévitalisée.

## Infection sous couronne dentaire d'une dent dévitalisée
L'infection apparaît à la racine d'une dent dévitalisée. Cette infection peut se déclarer soit peu après le traitement, soit quelques années plus tard.
Lors de la pose de la couronne, si l'intégralité des canaux n'est pas complètement obturée, dans les endroits restés vides il y a encore des bactéries.
Ces bactéries enfermées dans la dent sont des bactéries anaérobies, c'est-à-dire qu'elles n’ont pas besoin d’oxygène pour vivre et se multiplier. Elles sont généralement considérées comme étant les plus toxiques. La dent dévitalisée devient un foyer infectieux qui peut avoir des retentissements sur tout l’organisme. Ce foyer provoque des pathologies :
- locales : granulome (kyste de petite taille), kyste et abcès. Ces lésions peuvent rester silencieuses pendant des années avant de devenir un abcès.

- à distance : infection focale : dissémination des bactéries par la circulation sanguine dans tout l'organisme.

Même s'il n'y pas de douleur, il faut absolument voir un dentiste pour éviter des complications graves (abcès lancinant, perte de dent…) et très rarement mais parfois mortelles.